# Eurysthea obliqua
Eurysthea obliqua är en skalbaggsart som först beskrevs av Audinet-serville 1834.  Eurysthea obliqua ingår i släktet Eurysthea och familjen långhorningar. Inga underarter finns listade i Catalogue of Life.